# Аустраудюр Эйстейнссон
Аустраудюр Эйстейнссон (исл. Ástráður Eysteinsson; род. 7 мая 1957, Акранес) — исландский филолог.

## Биография
Окончил Исландский университет (1979, бакалавриат по английскому и немецкому языку) и Уорикский университет (1980, магистратура по сравнительному литературоведению), затем на протяжении трёх лет находился в докторантуре Кёльнского университета. В 1982—1987 годах работал в США, преподавал в Айовском университете, там же защитил докторскую диссертацию. С 1987 года преподаёт в Исландском университете, с 1994 года — профессор. В 1994—2006 годах (с перерывами) заведовал кафедрой сравнительного языкознания и общей лингвистики, в 2008—2015 годах — декан Института гуманитарных исследований в составе университета. Одновременно в 2003—2007 годах являлся председателем совета университетского музея искусств, в 2007—2014 годах — председатель совета университетского издательства.
Основные работы Эйстейнссона посвящены теоретическому осмыслению понятия модернизма в литературе и проблемам переводоведения. Ему принадлежит, в частности, монография «Концепт модернизма» (англ. The concept of modernism; 1990, издательство Корнеллского университета), оцениваемая как «весьма необходимый импульс для исследований в области модернизма и вместе с тем основательная теоретическая база для всех, кто заинтересован в переосмыслении его идеологических подразумеваний». Эйстейнссон выступил как составитель антологии «Перевод: Теория и практика» (англ. Translation: Theory and Practice; 2005) (совместно с Дэниелом Вайсбортом) и редактор-составитель фундаментальной двухтомной коллективной монографии «Модернизм» (2007) в серии «Сравнительная история литератур на европейских языках».
Перевёл на исландский язык ряд произведений Франца Кафки. Выступал также как литературный критик, входил в жюри различных национальных литературных премий.